# Sam Slater
Pour les articles homonymes, voir Slater.
Ne doit pas être confondu avec Sam Slater (producteur) ou Sam Slater (cascadeur).
Sam Slater, né le 16 mai 1984 à Bristol (Royaume-Uni), est un compositeur, designer sonore et producteur de musique britannique.
Il est surtout connu pour ses collaborations avec des artistes renommés comme Hildur Guðnadóttir et Johann Jóhannsson.

## Biographie
Sam Slater commence sa carrière en produisant des enregistrements dans ses années de lycée. Il étudie la composition expérimentale à l'université de Leeds. Il déménage ensuite en Allemagne — il est basé à Berlin depuis 2013 — pour travailler avec Jóhann Jóhannsson en tant que principal designer sonore et ingénieur créatif.

## Filmographie partielle

### Bande originale de films
- 2017 :  In the Off-Season  (court métrage)
- 2021 :  Battlefield 2042  (jeu vidéo)
- 2025 : 2000 Meters to Andriivka

À venir
- Divia  (en post-production)
- Six of One  (production achevée, court métrage)

## Récompenses et distinctions
- 2020 : deux Grammy Awards pour son travail sur les bandes originales de Joker et Chernobyl[2]
- 2022 : Icelandic Music Awards (en) : producteur de l'année pour Battlefield 2042[2]
- 2022 : SCL Award de la Society of Composers and Lyricists (en) : Partition originale exceptionnelle pour médias interactifs (Outstanding Original Score for Interactive Media) pour Battlefield 2042[2]

- Sam Slater : Récompenses, sur l'Internet Movie Database